# Наноархітектура
Наноархітекту́ра — це галузь нанотехнологій, що займається створенням та проєктуванням структур на рівні наномасштабу (менше 100 нанометрів). Ця дисципліна зосереджена на розробці матеріалів та компонентів, які можуть мати унікальні властивості й знайти застосування у сферах медицини, електроніки, енергетики та матеріалознавства.

## Історія розвитку
Розвиток наноархітектури розпочався з досліджень у нанотехнологіях у 1980-х роках, коли вчені почали активно досліджувати можливості маніпуляції матеріалами на атомарному рівні. Одним з основоположників цього напрямку вважається фізик Річард Фейнман, який передбачив можливості нанотехнологій ще в 1959 році.

## Основні поняття
Наночастинкидрібні частки з розмірами від 1 до 100 нанометрів, які використовуються для створення складних структур.
Нанокомпозитикомпозитні матеріали, що містять наночастинки, які підвищують їхню механічну стійкість та інші фізичні характеристики.
Наноматеріалиматеріали, що мають структури на наномасштабі, які забезпечують нові властивості, недосяжні у звичайних матеріалах.

## Застосування
МедицинаНаноархітектура використовується для розробки засобів точного дозування лікарських препаратів, включно з доставкою ліків безпосередньо до уражених клітин.
ЕлектронікаЗавдяки нанорозмірам можливо створювати більш потужні й ефективні процесори, що дозволяє зменшити енергоспоживання і підвищити швидкість роботи пристроїв.
ЕнергетикаНаноматеріали знаходять застосування в сонячних батареях, підвищуючи їхню ефективність та знижуючи виробничі витрати.

## Виклики та перспективи
Наноархітектура стикається з кількома ключовими викликами: зокрема, це високі витрати на дослідження, складність контролю за процесами на нанорівні, а також питання безпеки для здоров'я та довкілля. Водночас, перспективи розвитку технологій у цій галузі обіцяють революційні зміни у багатьох сферах життя.